# Agilt programspråk
För andra betydelser, se Agil (olika betydelser).
Med agila programspråk avses främst nyare skriptspråk som till exempel PHP, Perl, Ruby och Python. Agila programspråk har ofta fokus på att möjliggöra snabb och flexibel utveckling av mjukvara och kan ofta även byggas in i olika system.
Gemensamt för agila programspråk är att de är objektorienterade, stabila och välutvecklade, plattformsoberoende, har omfattande standardbibliotek samt rik tillgång till tredjepartsprodukter. Detta gör dem skalbara, alltså lämpliga för både små och stora projekt, samt enkla att använda för både nybörjare och experter.